# Campionato di Formula E 2015-2016

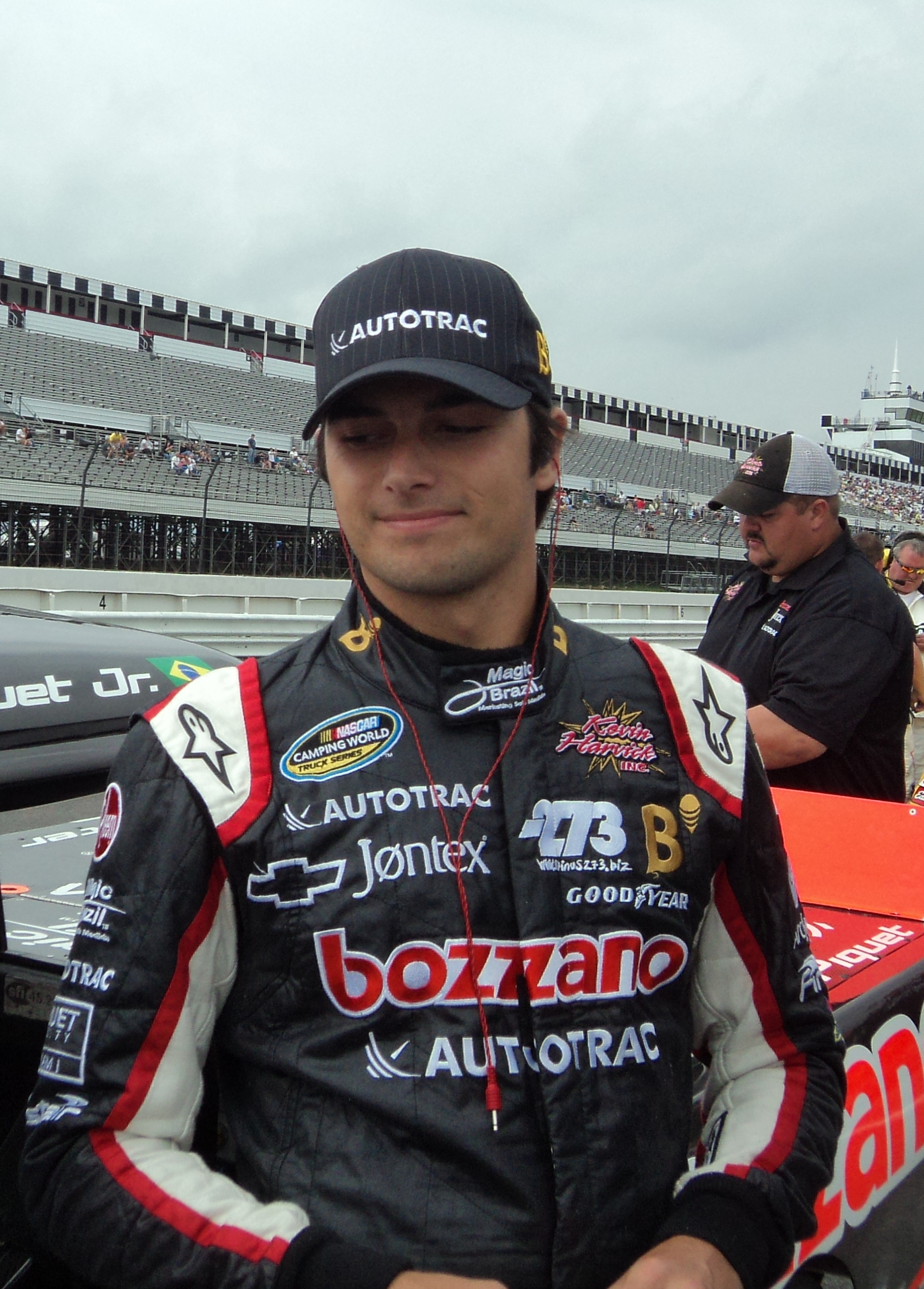
Nelson Piquet, Jr. è il detentore del titolo piloti.

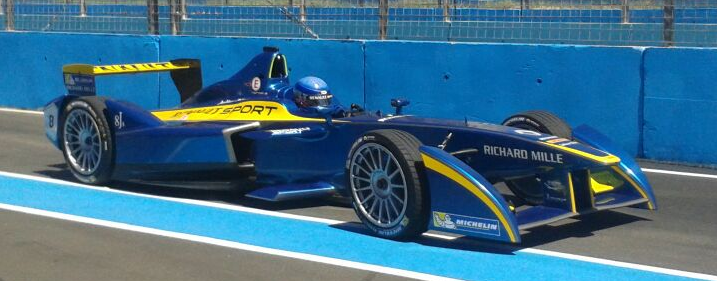
Renault e.dams è la scuderia detentrice del titolo costruttori.

Il campionato di Formula E 2015-2016 fu la seconda stagione della serie automobilistica dedicata a monoposto interamente elettriche. Iniziò nell'ottobre 2015 per terminare nel luglio 2016.

## Scuderie e piloti
Come nella prima stagione, anche nella seconda sono iscritti 10 team di cui 8 diventeranno costruttori, montando sulla Dallara-Spark il proprio propulsore. Le squadre possono costruire in proprio il motore, il cambio ed il sistema di raffreddamento, mentre telaio e batterie rimarranno sempre uguali per tutti e saranno gli stessi della prima stagione. Nel mese di agosto 2015 la FIA ha omologato gli 8 motori. Il Team Andretti, dopo una serie di problemi manifestatisi durante i test, ha deciso di tornare alla fornitura dei motori dell'anno precedente.
| Scuderia                        | Costruttore          | Vettura                 | No. | Piloti                 | Gare      |
| ------------------------------- | -------------------- | ----------------------- | --- | ---------------------- | --------- |
| NEXTEV TCR Formula E Team       | Spark-NEXTEV         | NEXTEV TCR FormulaE 001 | 1   | Nelson Piquet Jr.      | Tutte     |
| NEXTEV TCR Formula E Team       | Spark-NEXTEV         | NEXTEV TCR FormulaE 001 | 88  | Oliver Turvey          | Tutte     |
| DS Virgin Racing Formula E Team | Spark-Citroën        | Virgin DSV-01           | 2   | Sam Bird               | Tutte     |
| DS Virgin Racing Formula E Team | Spark-Citroën        | Virgin DSV-01           | 25  | Jean-Éric Vergne       | Tutte     |
| Venturi Formula E Team          | Spark-Venturi        | Venturi VM200-FE-01     | 4   | Stéphane Sarrazin      | Tutte     |
| Venturi Formula E Team          | Spark-Venturi        | Venturi VM200-FE-01     | 12  | Jacques Villeneuve     | 1-3       |
| Venturi Formula E Team          | Spark-Venturi        | Venturi VM200-FE-01     | 12  | Mike Conway            | 4-10      |
| Dragon Racing                   | Spark-Venturi        | Venturi VM200-FE-01     | 6   | Loïc Duval             | Tutte     |
| Dragon Racing                   | Spark-Venturi        | Venturi VM200-FE-01     | 7   | Jérôme d'Ambrosio      | Tutte     |
| Renault e.Dams                  | Spark-Renault        | Renault Z.E.15          | 8   | Nicolas Prost          | Tutte     |
| Renault e.Dams                  | Spark-Renault        | Renault Z.E.15          | 9   | Sébastien Buemi        | Tutte     |
| Trulli Formula E Team           | Spark-Motomatica     | Motomatica JT-01        | 10  | Salvador Durán         | 1         |
| Trulli Formula E Team           | Spark-Motomatica     | Motomatica JT-01        | 10  | Jarno Trulli           | 2         |
| Trulli Formula E Team           | Spark-Motomatica     | Motomatica JT-01        | 18  | Vitantonio Liuzzi      | 1-2       |
| ABT Schaeffler Audi Sport       | Spark-Abt Sportsline | ABT Schaeffler FE01     | 11  | Lucas Di Grassi        | Tutte     |
| ABT Schaeffler Audi Sport       | Spark-Abt Sportsline | ABT Schaeffler FE01     | 66  | Daniel Abt             | Tutte     |
| Mahindra Racing Formula E Team  | Spark-Mahindra       | Mahindra M2ELECTRO      | 21  | Bruno Senna            | Tutte     |
| Mahindra Racing Formula E Team  | Spark-Mahindra       | Mahindra M2ELECTRO      | 23  | Nick Heidfeld          | 1-2, 4-10 |
| Mahindra Racing Formula E Team  | Spark-Mahindra       | Mahindra M2ELECTRO      | 23  | Oliver Rowland         | 3         |
| Amlin Andretti Formula E        | Spark-McLaren        | McLaren SRT01-e         | 27  | Robin Frijns           | Tutte     |
| Amlin Andretti Formula E        | Spark-McLaren        | McLaren SRT01-e         | 28  | Simona de Silvestro    | Tutte     |
| Team Aguri                      | Spark-McLaren        | McLaren SRT01-e         | 55  | António Félix da Costa | 1-7, 9-10 |
| Team Aguri                      | Spark-McLaren        | McLaren SRT01-e         | 55  | Renè Rast              | 8         |
| Team Aguri                      | Spark-McLaren        | McLaren SRT01-e         | 77  | Nathanaël Berthon      | 1-3       |
| Team Aguri                      | Spark-McLaren        | McLaren SRT01-e         | 77  | Salvador Durán         | 4-6       |
| Team Aguri                      | Spark-McLaren        | McLaren SRT01-e         | 77  | Ma Qinghua             | 7-10      |
| Fonte:                          |                      |                         |     |                        |           |

### Cambi di scuderie
- Tutti e dieci i team che hanno disputato la prima stagione correranno anche nella seconda.[1]
- Otto team sono diventati costruttori di cui alcuni sono entrati in società con alcuni gruppi tecnologici, mentre altri hanno lavorato in proprio: Abt (con Schaeffler), Andretti, e.Dams (con Renault) Mahindra, NEXTEV, Trulli (con Motomatica), Venturi e Virgin (con DS/Citroën).[1] Il 25 agosto 2015, Andretti decide di tornare ad utilizzare i motori della stagione precedente a seguito di diversi problemi di software.[2]
- A Partire dal 15 dicembre il Team Trulli non è più un team di Formula E

### Cambi piloti
- Karun Chandhok, Jaime Alguersuari e Jarno Trulli che correvano rispettivamente per Mahindra, Virgin e Trulli, hanno annunciato che non saranno in pista nella seconda stagione.[20][21][22]
- Jacques Villeneuve correrà per il Team Venturi, sostituendo Nick Heidfeld, passato alla Mahindra.[8]
- Mike Conway a partire dall'E-Prix di Buenos Aires correrà al posto di Jacques Villeneuve con il team Venturi
- Jean-Éric Vergne sostituisce Jaime Alguersuari alla Virgin.[6]
- Simona de Silvestro sostituisce Vergne nel team Andretti.[16]
- Robin Frijns sarà il secondo pilota per il Team Andretti.[15]
- Salvador Durán sostituisce Jarno Trulli nel team Trulli.[11]
- Oliver Turvey, viene confermato dal Team China .[5]
- Nathanaël Berthon sarà il secondo pilota del Team Aguri .[19]
- Jarno Trulli  torna a correre con il Trulli GP dall'E-Prix di Putrajaya
- Salvador Durán rescinde il contratto con il Trulli GP dall'E-Prix di Putrajaya
- Vitantonio Liuzzi e Salvador Durán  a partire dal 15 dicembre non sono più piloti del Trulli.visto il ritiro del team per i  problemi economici
- Nathanaël Berthon  ha rescisso  il contratto con il Team Aguri. A partire dall'E-Prix di Buenos Aires Salvador Durán torna ad essere un pilota del Team Aguri, per venire poi sostituito dal cinese Ma Qinghua

## Regolamento
- Le regole della seconda stagione seguono il percorso della FIA che porterà a raggiungere l'obiettivo di utilizzare una sola vettura per l'intera durata della corsa i team potranno sviluppare il proprio motore, cambio e sistema di raffreddamento;[23]
- viene incrementata la potenza disponibile in gara da 150 kW (204 cavalli) a 170  kW (231 cavalli), mentre le batterie avranno ancora un limite di 28 kWh;[24]
- le squadre non potranno cambiare piloti per più di 2 volte durante la stagione.

## Calendario
La seconda stagione si svolge attraverso 10 gare tra ottobre 2015 e luglio 2016.
| Gara   | E-Prix                      | Paese       | Circuito                             | Layout        | Data             |
| ------ | --------------------------- | ----------- | ------------------------------------ | ------------- | ---------------- |
| 1      | E-Prix di Pechino           | Cina        | Circuito cittadino di Pechino        |               | 24 ottobre 2015  |
| 2      | E-Prix di Putrajaya         | Malaysia    | Circuito cittadino di Putrajaya      |               | 7 novembre 2015  |
| 3      | E-Prix di Punta del Este    | Uruguay     | Circuito cittadino di Punta del Este |               | 19 dicembre 2015 |
| 4      | E-Prix di Buenos Aires      | Argentina   | Circuito cittadino di Puerto Madero  |               | 6 febbraio 2016  |
| 5      | E-Prix di Città del Messico | Messico     | Autodromo Hermanos Rodríguez         |               | 12 marzo 2016    |
| 6      | E-Prix di Long Beach        | Stati Uniti | Circuito di Long Beach               |               | 2 aprile 2016    |
| 7      | E-Prix di Parigi            | Francia     | Circuito cittadino di Parigi         |               | 23 aprile 2016   |
| 8      | E-Prix di Berlino           | Germania    | Circuito cittadino di Berlino        |               | 21 maggio 2016   |
| 9      | E-Prix di Londra Gara 1     | Regno Unito | Circuito cittadino di Battersea Park |               | 2 luglio 2016    |
| 10     | E-Prix di Londra Gara 2     | Regno Unito | Circuito cittadino di Battersea Park | 3 luglio 2016 |                  |
| Fonti: |                             |             |                                      |               |                  |

## Risultati gare
| Round | Gara              | Pole position     | Giro veloce       | pilota Vincitore  | Team Vincitore                  | Resoconto |
| ----- | ----------------- | ----------------- | ----------------- | ----------------- | ------------------------------- | --------- |
| 1     | Pechino           | Sébastien Buemi   | Sébastien Buemi   | Sébastien Buemi   | Renault e.Dams                  | Resoconto |
| 2     | Putrajaya         | Sébastien Buemi   | Sébastien Buemi   | Lucas Di Grassi   | ABT Schaeffler Audi Sport       | Resoconto |
| 3     | Punta del Este    | Jérôme d'Ambrosio | Sébastien Buemi   | Sébastien Buemi   | Renault e.Dams                  | Resoconto |
| 4     | Buenos Aires      | Sam Bird          | Jérôme d'Ambrosio | Sam Bird          | DS Virgin Racing Formula E Team | Resoconto |
| 5     | Città del Messico | Jérôme d'Ambrosio | Nicolas Prost     | Jérôme d'Ambrosio | Dragon Racing                   | Resoconto |
| 6     | Long Beach        | Sam Bird          | Sébastien Buemi   | Lucas Di Grassi   | ABT Schaeffler Audi Sport       | Resoconto |
| 7     | Parigi            | Sam Bird          | Nick Heidfeld     | Lucas Di Grassi   | ABT Schaeffler Audi Sport       | Resoconto |
| 8     | Berlino           | Jean-Éric Vergne  | Bruno Senna       | Sébastien Buemi   | Renault e.Dams                  | Resoconto |
| 9     | Londra            | Nicolas Prost     | Nelson Piquet Jr. | Nicolas Prost     | Renault e.Dams                  | Resoconto |
| 10    | Londra            | Sébastien Buemi   | Sébastien Buemi   | Nicolas Prost     | Renault e.Dams                  | Resoconto |

## Risultati e classifiche

### Classifica piloti
| Pos. | Pilota                 | BEI  | PUT  | PDE  | BUE | MEX | LBH | PAR  | BER | LON | LON  | Punti |
| ---- | ---------------------- | ---- | ---- | ---- | --- | --- | --- | ---- | --- | --- | ---- | ----- |
| 1    | Sébastien Buemi        | 1    | 12   | 1    | 2   | 2   | 16† | 3*   | 1*  | 5*  | Rit* | 155   |
| 2    | Lucas Di Grassi        | 2    | 1    | 2    | 3*  | SQ* | 1*  | 1    | 3   | 4*  | Rit* | 153   |
| 3    | Nicolas Prost          | Rit  | 10   | 5    | 5   | 3   | 11  | 4    | 4   | 1   | 1    | 115   |
| 4    | Sam Bird               | 7*   | 2    | Rit* | 1*  | 6   | 6   | 6    | 11  | 7   | Rit  | 88    |
| 5    | Jérôme d'Ambrosio      | 5    | 14†  | 3    | 16  | 1   | 7*  | 11   | 16  | 8   | 3    | 83    |
| 6    | Stéphane Sarrazin      | 9    | 4    | 9*   | 4   | 9   | 2   | 5    | 10* | 10  | 5    | 70    |
| 7    | Daniel Abt             | 11   | 7    | 8    | 13  | 7   | 3   | 10   | 2   | Rit | 2    | 68    |
| 8    | Loïc Duval             | 4    | 16†  | 4    | 6   | 4   | 8   | Rit* | Rit | Rit | 4    | 60    |
| 9    | Jean-Éric Vergne       | 12   | Rit  | 7*   | 11* | 16* | 13† | 2*   | 5   | 3   | 8    | 56    |
| 10   | Nick Heidfeld          | 3    | 9*   |      | 7   | 8   | 4*  | 12   | 7*  | 13* | 7    | 53    |
| 11   | Bruno Senna            | 13   | 5    | Rit  | 10  | 10  | 5   | 9    | 15  | 2   | 6    | 52    |
| 12   | Robin Frijns           | 10   | 3    | 10   | 8   | 5   | 15  | 7    | 6   | Rit | Rit  | 45    |
| 13   | António Félix da Costa | Rit  | 6    | 6    | Rit | Rit | Rit | 8    |     | 6   | 11   | 28    |
| 14   | Oliver Turvey          | 6*   | Rit* | 12   | 9   | 11  | 12  | 13   | 12  | 15† | 10   | 11    |
| 15   | Nelson Piquet Jr.      | 15†* | 8*   | 15†  | 12  | 13  | Rit | Rit  | 13  | 12  | 9    | 8     |
| 16   | Mike Conway            |      |      |      | 15  | 12  | 10  | 14   | 8   | 9   | 13   | 7     |
| 17   | Nathanaël Berthon      | 8    | 15   | 14   |     |     |     |      |     |     |      | 4     |
| 18   | Simona de Silvestro    | Rit  | 13   | 11   | 14  | 14  | 9   | 15   | 9   | 14  | Rit  | 4     |
| 19   | Ma Qing Hua            |      |      |      |     |     |     | Rit  | 14  | 11  | 12   | 0     |
| 20   | Jacques Villeneuve     | 14   | 11   | NQ   |     |     |     |      |     |     |      | 0     |
| 21   | Oliver Rowland         |      |      | 13   |     |     |     |      |     |     |      | 0     |
| 22   | Salvador Durán         | NA   |      |      | Rit | 15* | 14  |      |     |     |      | 0     |
| 23   | René Rast              |      |      |      |     |     |     |      | NC  |     |      | 0     |
| –    | Vitantonio Liuzzi      | NA   | NA   |      |     |     |     |      |     |     |      | 0     |
| –    | Jarno Trulli           |      | NA   |      |     |     |     |      |     |     |      | 0     |
| Pos. | Pilota                 | BEI  | PUT  | PDE  | BUE | MEX | LBH | PAR  | BER | LON | LON  | Punti |

| Pos. | Team                      | No. | BEI  | PUT  | PDE  | BUE | MEX | LBH | PAR  | BER | LON | LON  | Punti |
| ---- | ------------------------- | --- | ---- | ---- | ---- | --- | --- | --- | ---- | --- | --- | ---- | ----- |
| 1    | Renault e.Dams            | 8   | Rit  | 10   | 5    | 5   | 3   | 11  | 4    | 4   | 1   | 1    | 270   |
| 1    | Renault e.Dams            | 9   | 1    | 12   | 1    | 2   | 2   | 16† | 3*   | 1*  | 5*  | Rit* | 270   |
| 2    | ABT Schaeffler Audi Sport | 11  | 2    | 1    | 2    | 3*  | SQ* | 1*  | 1    | 3   | 4*  | Rit* | 221   |
| 2    | ABT Schaeffler Audi Sport | 66  | 11   | 7    | 8    | 13  | 7   | 3   | 10   | 2   | Rit | 2    | 221   |
| 3    | DS Virgin Racing          | 2   | 7*   | 2    | Rit* | 1*  | 6   | 6   | 6    | 11  | 7   | Rit  | 144   |
| 3    | DS Virgin Racing          | 25  | 12   | Rit  | 7*   | 11* | 16* | 13† | 2*   | 5   | 3   | 8    | 144   |
| 4    | Dragon Racing             | 6   | 4    | 16†  | 4    | 6   | 4   | 8   | Rit* | Rit | Rit | 4    | 143   |
| 4    | Dragon Racing             | 7   | 5    | 14†  | 3    | 16  | 1   | 7*  | 11   | 16  | 8   | 3    | 143   |
| 5    | Mahindra Racing           | 21  | 13   | 5    | Rit  | 10  | 10  | 5   | 9    | 15  | 2   | 6    | 105   |
| 5    | Mahindra Racing           | 23  | 3    | 9*   | 13   | 7   | 8   | 4*  | 12   | 7*  | 13* | 7    | 105   |
| 6    | Venturi                   | 4   | 9    | 4    | 9*   | 4   | 9   | 2   | 5    | 10* | 10  | 5*   | 77    |
| 6    | Venturi                   | 12  | 14   | 11   | NQ   | 15  | 12  | 10  | 14   | 8   | 9   | 13   | 77    |
| 7    | Amlin Andretti            | 27  | 10   | 3    | 10   | 8   | 5   | 15  | 7    | 6   | Rit | Rit  | 49    |
| 7    | Amlin Andretti            | 28  | Rit  | 13   | 11   | 14  | 14  | 9   | 15   | 9   | 14  | Rit  | 49    |
| 8    | Team Aguri                | 55  | Rit  | 6    | 6    | Rit | Rit | Rit | 8    | NC  | 6   | 11   | 32    |
| 8    | Team Aguri                | 77  | 8    | 15   | 14   | Rit | 15* | 14  | Rit  | 14  | 11  | 12   | 32    |
| 9    | NEXTEV TCR                | 1   | 15†* | 8*   | 15†  | 12  | 13  | Rit | Rit  | 13  | 12  | 9    | 19    |
| 9    | NEXTEV TCR                | 88  | 6*   | Rit* | 12   | 9   | 11  | 12  | 13   | 12  | 15† | 10   | 19    |
| –    | Trulli                    | 10  | DNP  | DNP  |      |     |     |     |      |     |     |      | 0     |
| –    | Trulli                    | 18  | DNP  | DNP  |      |     |     |     |      |     |     |      | 0     |
| Pos. | Team                      | No. | BEI  | PUT  | PDE  | BUE | MEX | LBH | PAR  | BER | LON | LON  | Punti |

| Colore  | Risultato             |
| ------- | --------------------- |
| Oro     | Vincitore             |
| Argento | 2º posto              |
| Bronzo  | 3º posto              |
| Verde   | Finito a punti        |
| Blu     | Finito senza punti    |
| Viola   | Ritirato (Rit)        |
| Viola   | Non classificato (NC) |
| Rosso   | Non qualificato (NQ)  |
| Nero    | Squalificato (SQ)     |
| Bianco  | Non partito (NP)      |
| Bianco  | Non ha gareggiato     |
| Bianco  | Infortunato (INF)     |
| Bianco  | Escluso (ES)          |
| Bianco  | Gara cancellata (C)   |

| Pos. | Team                      | No. | BEI  | PUT  | PDE  | BUE | MEX | LBH | PAR  | BER | LON | LON  | Punti |
| ---- | ------------------------- | --- | ---- | ---- | ---- | --- | --- | --- | ---- | --- | --- | ---- | ----- |
| 1    | Renault e.Dams            | 8   | Rit  | 10   | 5    | 5   | 3   | 11  | 4    | 4   | 1   | 1    | 270   |
| 1    | Renault e.Dams            | 9   | 1    | 12   | 1    | 2   | 2   | 16† | 3*   | 1*  | 5*  | Rit* | 270   |
| 2    | ABT Schaeffler Audi Sport | 11  | 2    | 1    | 2    | 3*  | SQ* | 1*  | 1    | 3   | 4*  | Rit* | 221   |
| 2    | ABT Schaeffler Audi Sport | 66  | 11   | 7    | 8    | 13  | 7   | 3   | 10   | 2   | Rit | 2    | 221   |
| 3    | DS Virgin Racing          | 2   | 7*   | 2    | Rit* | 1*  | 6   | 6   | 6    | 11  | 7   | Rit  | 144   |
| 3    | DS Virgin Racing          | 25  | 12   | Rit  | 7*   | 11* | 16* | 13† | 2*   | 5   | 3   | 8    | 144   |
| 4    | Dragon Racing             | 6   | 4    | 16†  | 4    | 6   | 4   | 8   | Rit* | Rit | Rit | 4    | 143   |
| 4    | Dragon Racing             | 7   | 5    | 14†  | 3    | 16  | 1   | 7*  | 11   | 16  | 8   | 3    | 143   |
| 5    | Mahindra Racing           | 21  | 13   | 5    | Rit  | 10  | 10  | 5   | 9    | 15  | 2   | 6    | 105   |
| 5    | Mahindra Racing           | 23  | 3    | 9*   | 13   | 7   | 8   | 4*  | 12   | 7*  | 13* | 7    | 105   |
| 6    | Venturi                   | 4   | 9    | 4    | 9*   | 4   | 9   | 2   | 5    | 10* | 10  | 5*   | 77    |
| 6    | Venturi                   | 12  | 14   | 11   | NQ   | 15  | 12  | 10  | 14   | 8   | 9   | 13   | 77    |
| 7    | Amlin Andretti            | 27  | 10   | 3    | 10   | 8   | 5   | 15  | 7    | 6   | Rit | Rit  | 49    |
| 7    | Amlin Andretti            | 28  | Rit  | 13   | 11   | 14  | 14  | 9   | 15   | 9   | 14  | Rit  | 49    |
| 8    | Team Aguri                | 55  | Rit  | 6    | 6    | Rit | Rit | Rit | 8    | NC  | 6   | 11   | 32    |
| 8    | Team Aguri                | 77  | 8    | 15   | 14   | Rit | 15* | 14  | Rit  | 14  | 11  | 12   | 32    |
| 9    | NEXTEV TCR                | 1   | 15†* | 8*   | 15†  | 12  | 13  | Rit | Rit  | 13  | 12  | 9    | 19    |
| 9    | NEXTEV TCR                | 88  | 6*   | Rit* | 12   | 9   | 11  | 12  | 13   | 12  | 15† | 10   | 19    |
| –    | Trulli                    | 10  | DNP  | DNP  |      |     |     |     |      |     |     |      | 0     |
| –    | Trulli                    | 18  | DNP  | DNP  |      |     |     |     |      |     |     |      | 0     |
| Pos. | Team                      | No. | BEI  | PUT  | PDE  | BUE | MEX | LBH | PAR  | BER | LON | LON  | Punti |

| Colore  | Risultato             |
| ------- | --------------------- |
| Oro     | Vincitore             |
| Argento | 2º posto              |
| Bronzo  | 3º posto              |
| Verde   | Finito a punti        |
| Blu     | Finito senza punti    |
| Viola   | Ritirato (Rit)        |
| Viola   | Non classificato (NC) |
| Rosso   | Non qualificato (NQ)  |
| Nero    | Squalificato (SQ)     |
| Bianco  | Non partito (NP)      |
| Bianco  | Non ha gareggiato     |
| Bianco  | Infortunato (INF)     |
| Bianco  | Escluso (ES)          |
| Bianco  | Gara cancellata (C)   |